# Alszeghy Irma

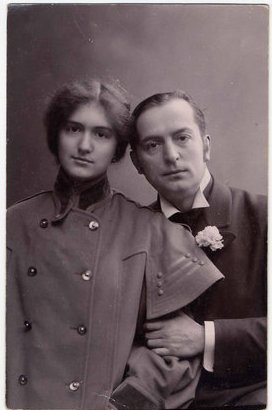
Alszeghy Irma és férje, Császár Imre

Alszeghy Irma (később Cs. Alszeghy Irma, Császárné Alszeghy Irma; Pest, 1864. február 26. – Budapest, 1945. március 8.) magyar színésznő. Császár Imre színész felesége.

## Élete
Már 14 évesen a Színiakadémia hallgatója lett, majd 1884-ben ösztöndíjasként – Paulay Ede közbenjárására – a Nemzeti Színházhoz került.
Evva Lajos, a Nemzeti Színház akkori igazgatója Blaha Lujza szerepkörét kívánta fiatalokkal frissíteni, s így számos akkor ifjú színésznő kapott lehetőséget, s szerepről szerepre válhattak, a „Nemzet Csalogányának” árnyékában, sztárokká. Hegyi Aranka, Küry Klára, Pálmay Ilka, Alszeghy Irma.
1918-tól az intézmény örökös tagja lett, 1924 júliusában vonult nyugdíjba.
1924 őszén fellépést vállalt a Renessaince Színházban, s később 1928-ban a Belvárosi Színházban is fellépett. Ezt követően visszavonultan élt.
...ettől a mosolytól, ettől a tekintettől rend lesz a szobában, tiszta lesz a padló, kinyílik a befüggönyözött ablak, besüt rajta a nap és elkezdenek énekelni a madarak a kalitkában. A hangja tiszta csengésű üde hang, melyen az élet szelíd szomorúságának enyhe fátyola leng. A fiatal anyák hangja ez. Egész lényében van valami kedves józanság, őszinte külső és belső tisztaság... fiatal anyákat, csöndesen szerető igaz jó asszonyokat, előkelő dámákat senki se tudott Ő előtte eljátszani magyar színpadon
.
Császár Imrét betegsége hosszú idején, közel húsz éven át ápolta, gondozta. Férje halálát követően visszavonultan élt családja és barátai körében. Felnevelte két lányát is.

## Főbb színházi szerepei
- Katona József: Bánk Bán - Melinda
- Shakespeare: Makrancos hölgy - Kata
- Shakespeare: Szentivánéji álom - Helena
- Racine: Britannicus - Junia
- Hauptmann: Bernd Róza - Róza
- Ibsen: Kísértetek - Alvingné
- Shakespeare: Makrancos hölgy - Katalin
- Gárdonyi Géza: A Bor - Barancsné
- Bataille: A szerelem gyermeke 1911 - Anya